# Toyo Shibata
Toyo Shibata (柴田トヨ, Shibata Toyo) est une poétesse japonaise née le 26 juin 1911 et morte le 20 janvier 2013 à Utsunomiya à l'âge de 101 ans.

## Biographie
Après que des douleurs au dos ont contraint Shibata à renoncer à son passe-temps qu'est la danse classique japonaise, elle s'est mise à écrire des poèmes à l'âge de 92 ans sur le conseil de son fils Kenichi. Veuve, elle a vécu seule dans une banlieue de Tokyo.

## Œuvre
Sa première anthologie, Kujikenaide (« Ne perds pas courage »), publiée en 2009, s'est vendue à 1,58 million d'exemplaires. En comparaison, les ventes d'ouvrages de poésie qui dépassent 10 000 exemplaires sont considérées comme des succès au Japon,. Son anthologie a aussi dominé la liste Oricon des meilleures ventes au Japon. Le recueil est à l'origine publié à compte d'auteur mais devant le succès, l'éditeur Asukashinsha l'avait réimprimé en 2010 avec de nouvelles pièces. Le livre compte 42 poèmes dans cette seconde édition. En 2012, Shibata avait publié son second recueil Cent ans.

## Sur Toyo Shibata
Un documentaire télévisé a été consacré  à l’écrivain en décembre 2010.